# مقاطعة ويليامسون (إلينوي)
مقاطعة ويليامسون (بالإنجليزية: Williamson County)‏ هي إحدى المقاطعات في ولاية إلينوي في الولايات المتحدة الأمريكية.